# Comănești (Bacău)
Comănești  (in ungherese Kománfalva) è una città della Romania di 23 955 abitanti, ubicata nel distretto di Bacău, nella regione storica della Moldavia.

## Storia
L'area di Comăneşti è stata abitata fin dal Neolitico, fatto testimoniato dal ritrovamento di reperti del periodo nell'area della città denominata Vermeşti.
Dalla fine del XVIII secolo, la città è stata sotto il dominio della famiglia Ghica, boiardi che mantennero comunque una certa influenza nella zona fino alla metà del XX secolo. Il Palazzo Ghica (nella foto) con il parco annesso rimane un'importante testimonianza della presenza di questa famiglia; il palazzo attualmente ospita il museo civico.

## Economia
La città fa parte di una zona depressa dal punto di vista economico, a causa soprattutto della crisi della miniera di carbone, una delle più grandi dell'Europa orientale; la miniera occupava nel 1989 circa 5 000 dipendenti, ma l'organico è stato drasticamente ridotto nel tempo fino alla definitiva chiusura della miniera nel 2005, con il licenziamento degli ultimi 260 dipendenti rimasti.
Oggi la principale attività della città è l'industria forestale e quella della lavorazione del legno; anch'essa tuttavia ha avuto un pesante ridimensionamento negli ultimi anni.
Si sono tentate delle iniziative per attrarre nuove iniziative produttive nella zona, ma queste non hanno ancora raggiunto risultati significativi, anche a causa degli eventi alluvionali che hanno interessato la città nelle estati del 2004, 2005 e 2006.

## Immagini della città

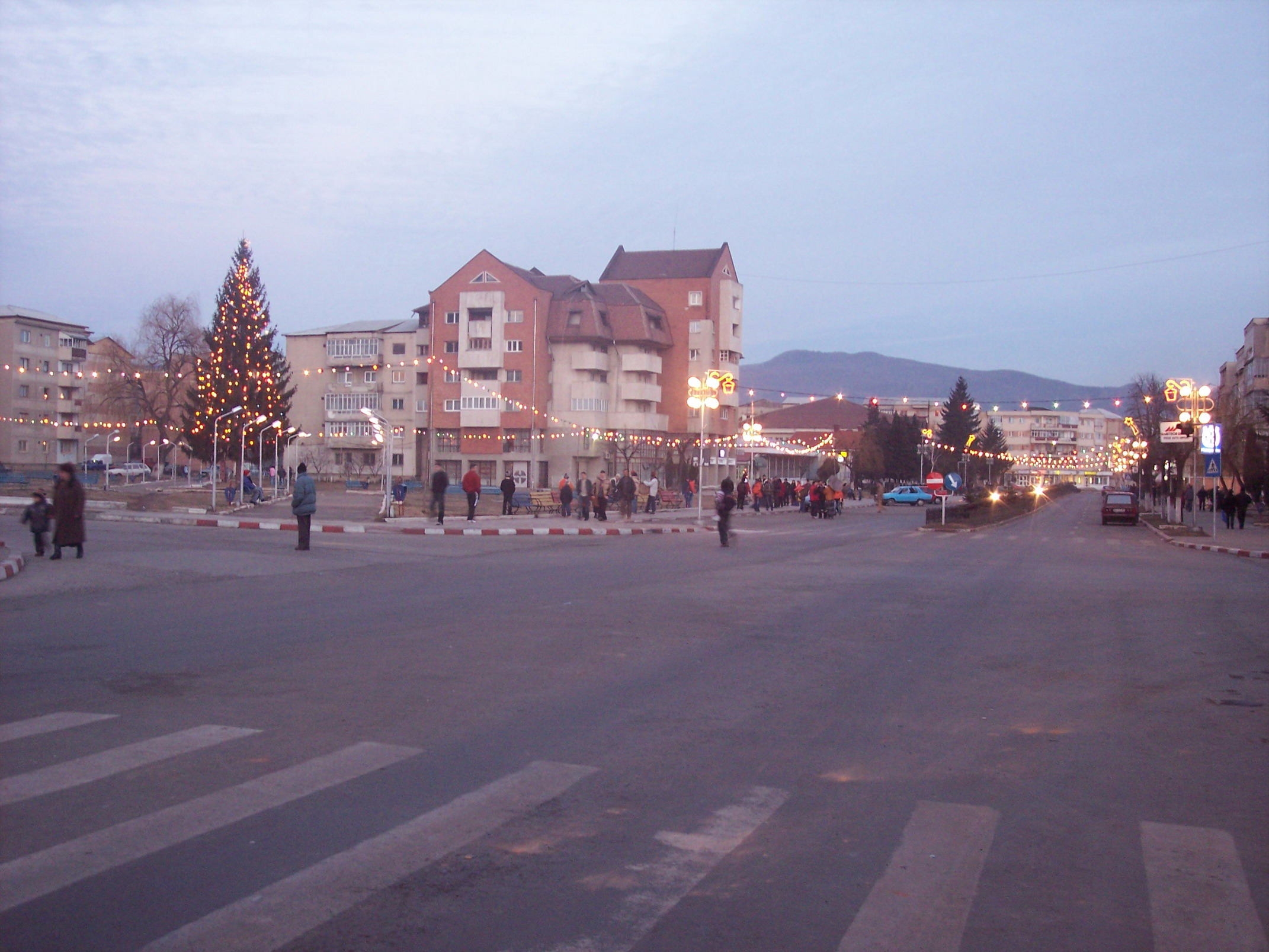
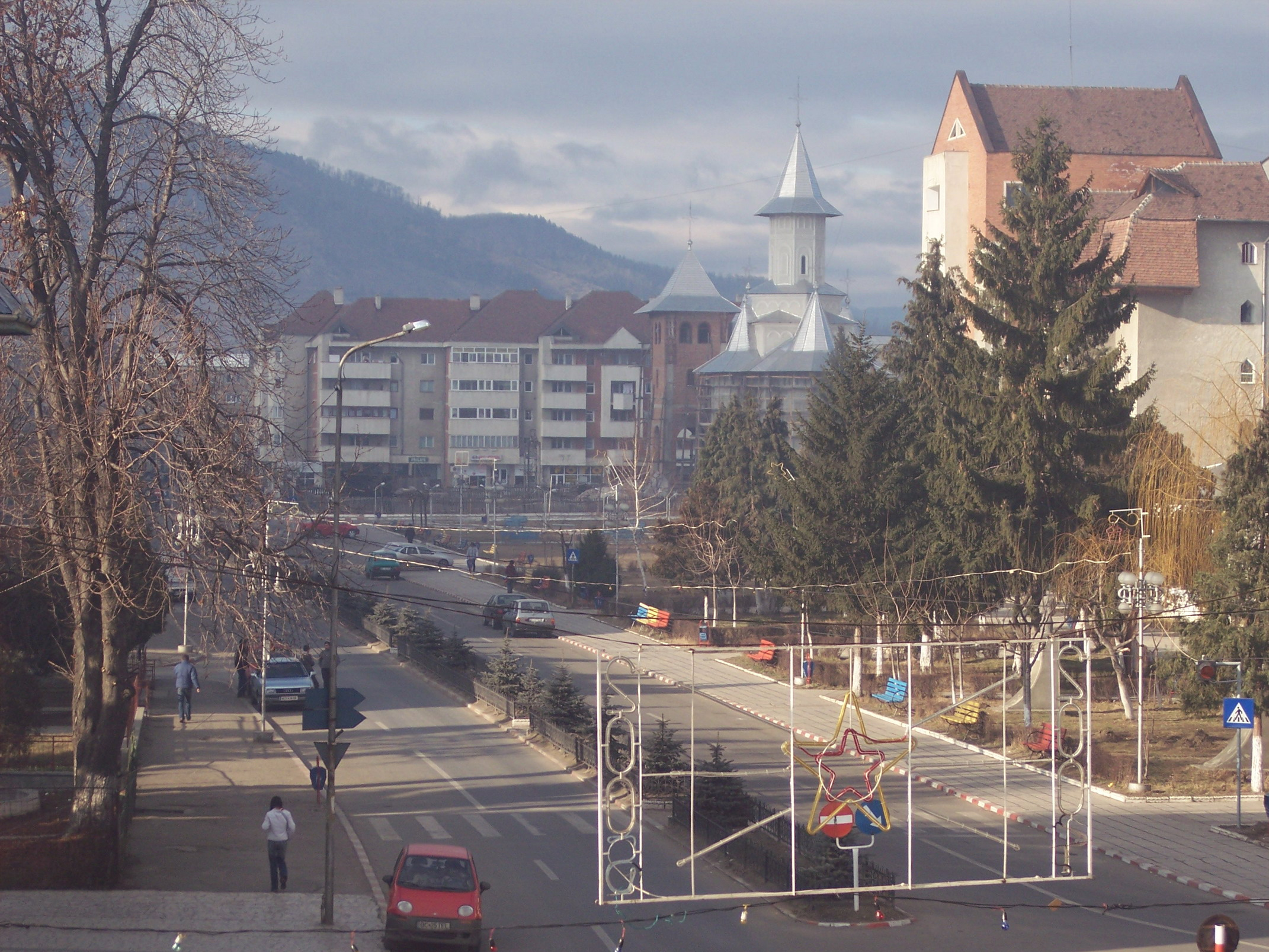